# Elżbieta Pleszczyńska

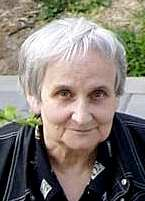
Elżbieta Pleszczyńska

Elżbieta Pleszczyńska (Ausspracheⓘ; geboren am 20. März 1933 in Wola Wydrzyna) ist eine polnische Statistikerin, Professorin für Mathematik und Aktivistin für Behindertenrechte.

## Kindheit
Während des Warschauer Aufstands 1945 wurde sie als elfjähriges Mädchen in das deutsche Durchgangslager Pruszków und anschließend in die Munitionsfabrik in Vöhrenbach im Schwarzwald geschickt. Nach dem Krieg musste die Familie nach Kępno fliehen, wo sie bei den Zakrzewskis, der Familie eines entfernten Freundes, wohnten.
Pleszczyńska war eine von nur fünf Personen aus ihrem Abschlussjahrgang, die nicht der ZMP (Związek Młodzieży Polskiej, die Jugendorganisation der kommunistischen Polnischen Vereinigten Arbeiterpartei von 1948 bis 1956) angehörten, und sollte als solche keine Studienempfehlung erhalten. Sie erhielt die Zulassung schließlich nur, weil sie zwei schwächere Studierende auf die Abschlussprüfungen vorbereitete.

## Wissenschaftliche Tätigkeit
Sie erlangte ihren Masterabschluss in Mathematik an der Universität Warschau an der Fakultät für Mathematik, Physik und Chemie in 1956.
Von 1956 bis 1972 arbeitete Pleszczyńska am Mathematischen Institut der Polnischen Akademie der Wissenschaften (PAN), wo sie sich mit mathematischer Statistik beschäftigte. 1965 promovierte sie dort unter Professor Jan Oderfeld auf dem Gebiet der Diskriminanzanalyse unter dem Titel Teststärke und Hypothesentrennung im statistischen Forschungsdesign. 1973 verteidigte sie ihre Habilitation unter dem Titel Probleme der Trendschätzung bei der statistischen Analyse von Zeitreihen.
In 1967/8 besuchte sie als Gastwissenschaftlerin die University of Wales (Vereinigtes Königreich), 1971/2 die Universität Montreal in Kanada. 1973 wechselte sie ans Institut für Informatik der PAN. Dort wurde sie von der Akademie der Wissenschaften 1977, 1979 and 1989 ausgezeichnet. Auf Einladung des italienischen Nationalen Forschungsrates CNR besuchte sie Italien in 1981.
In den 1990er Jahren initiierte sie zusammen mit ihrem Team einen neuen Zweig der statistischen Analyse, die Gradationsdatenanalyse – eine Methode, Copula- und Rangfunktionen auf Korrespondenz- und Clusteranalysen anzuwenden und Ausreißer zu identifizieren. Der Begriff "Gradation" bezieht sich hier auf einen im 20. Jahrhundert üblichen Begriff für Verteilungsfunktionen.
1993 verlieh der polnische Präsident Elżbieta Pleszczyńska den Titel der Vollprofessorin für Mathematik. Im Jahr 2000 wurde sie als Beraterin an die Universität Cambridge eingeladen.
Im Jahr 2001 wurde Elżbieta Pleszczyńska vom Staatlichen Komitee für wissenschaftliche Forschung zu den hundert herausragendsten Vertretern der polnischen Informatik gezählt.
Pleszczyńska leitete langjährig das Institut für statistische Datenanalyse am Institut für Informatik der PAN. In ihrem 70. Lebensjahr im Jahr 2003 ging sie gesetzmäßig in Ruhestand. Dennoch beschäftigt sie sich weiterhin aktiv wissenschaftlich.

### Wissenschaftliche Ansichten
Pleszczyńska ist für ihre Kritik am klassischen statistischen Ansatz bekannt. Klassische parametrische Methoden wie der Pearson-Korrelationskoeffizient oder die Kleinste-Quadrate-Methode liefern nur für vergleichbare Arten der Datenverteilung ein zuverlässiges und vergleichbares Maß realer Beziehungen (im Allgemeinen wird von einer multivariaten Normalverteilung ausgegangen). Auch klassische parametrische statistische Hypothesentests werden unter der Annahme spezifischer Verteilungen abgeleitet.
Diese Methoden versagen jedoch bei Daten mit starken Ausreißern, und ihre Ergebnisse müssen abhängig von der zugrunde liegenden Verteilung interpretiert werden. Pleszczyńska kritisiert, dass diese Annahmen in der Praxis oft nicht überprüft werden, und darüber hinaus in der realen Welt nie vollständig zutreffen. Eine Normalverteilung kann in der realen Welt nicht existieren, da jedes statistische Merkmal begrenzt ist – es gibt zum Beispiel keine Personen mit einer negativen Körpergröße, oder einer Körpergröße von 2 km. Eine Normalverteilung geht jedoch für jede reelle Zahl von einer positiven Wahrscheinlichkeitsdichte aus. In vielen Fällen ist die Verteilung zusätzlich schief oder diskret. Dennoch werden häufig Verfahren verwendet, die eine Normalverteilung annehmen.
Das Ausmaß der Abweichung von den Annahmen lässt sich zwar messen, doch die Entscheidung darüber, welches Maß akzeptabel ist, beruht in der Regel auf Konventionen. Pleszczyńska ist der Ansicht, dass so nichtwissenschaftliche Schlussfolgerungen zu Unrecht als wissenschaftlich valide präsentiert und akzeptiert werden.
Elżbieta Pleszczyńska befürwortet daher Methoden der explorativen Datenanalyse sowie parameterfreie statistische Verfahren, die keine Annahmen über Verteilungen erfordern, wie etwa die Rangkorrelationskoeffizienten Spearman’sches Rho und Kendall’sches Tau.

### Ausgewählte Publikationen
- Teresa Kowalczyk, Pleszczyńska, Elżbieta, Ruland, Fred: Grade Models and Methods for Data Analysis with Applications for the Analysis of Data Populations (= Studies in Fuzziness and Soft Computing. Band 151). Springer Verlag, Berlin Heidelberg New York 2004, ISBN 3-540-21120-9, doi:10.1007/978-3-540-39928-5 (englisch).
- Elżbieta Pleszczyńska, Szczesny, Wiesław: Grade exploratory methods applied to some medical data sets. Band 22, 1. Biocybernetics and Biomedical Engineering, 2002, S. 17–30 (englisch).
- Elżbieta Pleszczyńska, Szczesny, Wiesław, Grzegorek, Maria: Lecture Notes of the ICB Seminars Statistics and Clinical Practice. International Center of Biocybernetics, 64–69, Juni 2002, Clustering Respondents in Clinical Databases Using Ordered Grade Clustering (englisch).
- T. Bromek: Statistical inference. Theory and practice. Hrsg.: Pleszczyńska, E. PWN, 1991 (englisch).

## Soziales Engagement
Elżbieta Pleszczyńska ist Mitgründerin der Stiftung zur Unterstützung von körperlich behinderten Mathematikern und Computerspezialisten in Warschau (September 1990). Sie war langjährige Vorsitzende der Stiftung.
Unter ihrer Führung setzt sich die Stiftung vor allem für die berufliche Förderung körperlich behinderter Menschen mit Hilfe von Technologie und Telearbeit ein.

## Privatleben
Sie hat einen Sohn, den polnischen Journalisten Krzysztof Leski, und zwei Enkel. Im Juli 2019 zog sie aus dem Warschauer Stadtteil Wola in eine stationäre Altenpflegeeinrichtung.